# Vilma Egresi
Vilma Egresi (7 maggio 1936 – 7 gennaio 1979) è stata una canoista ungherese.

## Palmarès

### Olimpiadi
- 1 medaglia:
  - 1 bronzo (Roma 1960 nel K-2 500 m)

### Mondiali
- 1 medaglia:
  - 1 argento (Mâcon 1954 nel K-2 500 m)